# شهرستان شیلین
شیلین (به لاتین: Xilin County) یک شهرستان در جمهوری خلق چین است که در بایسه واقع شده‌است.